# Жуто тело
Жуто тело (ЖТ) је привремена ендокрина структура у женским јајницима укључена у производњу релативно високог нивоа прогестерона, умерених нивоа естрадиола и инхибина А. ЖТ је остатак фоликула јајника који су ослободили зрелу јајну ћелије током претходне овулације. Оно лучи умерену количину естрогена који инхибира даље ослобађање гонадотропин-ослобађајућег хормона (ГнРХ) и тиме лутеинизирајућег хормона (ЛХ) и фоликулостимулирајућег хормона (ФСХ). Са сваким менструалним циклусом развија се ново жуто тело.

## Назив
Жуто тело, носи овај назив јер је обојено концентрованим каротеноидима  (укључујући лутеин) из хране.

## Опште информације
Жуто тело се развија у јајнику после овулације под утицајем лутеинизирајућег хормона (ЛХ), из предњег режња хипофизе (аденохипофизе). Под дејством овог хормона повећавају се и диференцирају ћелије фоликула у коме се налазила јајна ћелија, производећи велике количине прогестерона и естрогена. Ови хормони, посебно прогестерон, припремају слузокожу материце за имплантацију зигота. Ако до оплодње не дође, жуто тело дегенерише и отприлике 12 дана након овулације, престаје да лучи хормоне што покреће нови менструални циклус. На месту жутог тела остаје бело тело, које је замењено везивним ткивом.
Ако дође до оплодње и оплођено јаје се имплантира у слузокожу материце, хорионски гонадотропин (хормон који производе ћелије трофобласта неколико дана након имплантације), а касније и плацента,  одржавају функцију жутог тела које се повећава у величини и лучи све више својих хормона, који изазивају рани развој фетуса, у слузокожи материце. Између 13. и 17. недеље трудноће жуто тело постепено деградира, а његову хормонску функцију преузима постељица.
- Редослед промена у јајнику
- Људски јајник са потпуно развијеним жутим телом
- Лутеинизована фоликуларна циста (микрографија).

## Функција
Жуто тело је кључно за успостављање и одржавање трудноће код жена. Жуто тело лучи прогестерон, који је стероидни хормон одговоран за децидуализацију (развој) и одржавање ендометријума. Такође производи релаксин, хормон одговоран за омекшавање пубичне симфизе, што помаже при порођају.

### Неоплођено жуто тело
Ако јајна ћелија није оплођена, жуто тело престаје да лучи прогестерон и пропада (након отприлике 10 дана код људи). Затим се дегенерише у цорпус албицанс, што је маса влакнастог ожиљног ткива.
Слузница материце (ендометријум) се избацује кроз вагину (код сисара који имају менструални циклус). Током еструсног циклуса, слузница се враћа у нормалну величину.

### Оплођено жуто тело
Ако је јаје оплођено, следи имплантација (уз помоћ сличног хормона као код других врста) до деветог дана од оплодње.
Хумани хорионски гонадотропин сигнализира жутом телу да настави да лучи прогестерон, одржавајући тако дебелу облогу (ендометријум) материце и обезбеђујући подручје богато крвним судовима на којима се могу развити зиготи. Од овог тренутка жуто тело се назива жуто тело гравидитета.
Увођење простагландина у овом тренутку изазива дегенерацију жутог тела и абортус фетуса. Међутим, код плацентних животиња као што су људи, плацента на крају преузима производњу прогестерона и жуто тело се разлаже у цорпус албицанс без губитка ембриона/фетуса. Лутеална подршка се односи на давање лекова (углавном прогестина) са циљем повећања успеха имплантације и ране ембриогенезе, чиме се допуњава функција жутог тела.

## Стања и поремећаји жутог тела
Два најчешћа стања која утичу на жуто тело су циста жутог тела и дефект жутог тела, који се такође назива дефект лутеалне фазе.

### Циста жутог тела
Ако жуто тело наставити да расте уместо да дегенерише када би требало, оно се пуни течношћу, стварајући обично безболну и безопасну цисту.

### Дефект лутеалне фазе
Дефект лутеалне фазе се дешава када жуто тело не производи довољно прогестерона да згусне слузницу материце, или ако тело не користити прогестерон како би требало. Дефект лутеалне фазе може отежати трудноћу. Не постоји један јасан узрок дефекта лутеалне фазе, али фактори ризика за то су:
- анорексије нервозе, ендометриозе или синдрома полицистичних јајника
- индекс телесне масе (БМИ) који је превисок или пренизак.
- прекомерно вежбање или превише вежбања.
- суочавање са нездравом количином стреса.